# Metaclisis pumilio
Metaclisis pumilio är en stekelart som beskrevs av Lubomir Masner 1981. Metaclisis pumilio ingår i släktet Metaclisis och familjen gallmyggesteklar. Inga underarter finns listade i Catalogue of Life.